# Wola (Warschau)

Unterbezirke von Wola

Wola ist ein Stadtbezirk der polnischen Hauptstadt Warschau. Er grenzt westlich an das Stadtzentrum und liegt auf der linken Seite der Weichsel. Wola gliedert sich in acht Unterbezirke: Ulrychów, Koło, Odolany, Nowolipki, Mirów, Młynów, Czyste und Powązki. Der häufige polnische Ortsname Wola bedeutet „Weiler“.
Da aber „wola“ im Polnischen auch „Wille“ bedeutet und ein Nachbarbezirk Ochota heißt („ochota“ = Lust), sorgt der Name des Bezirks für Wortspiele unter den Warschauern.

## Geschichte

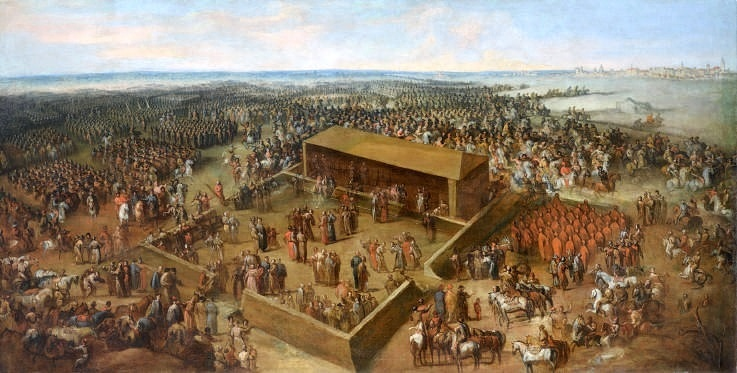
Königswahl in Wola im Jahre 1697

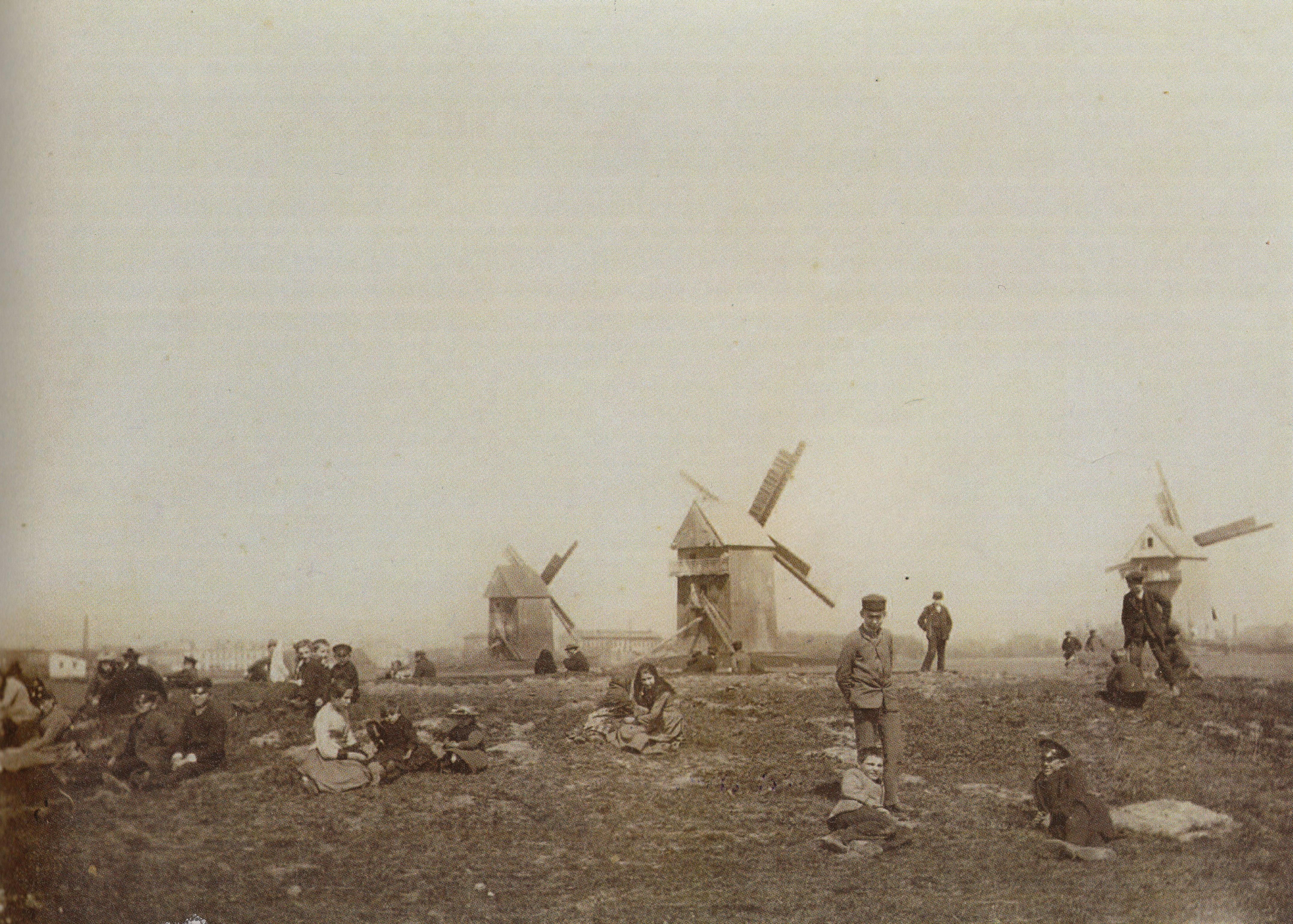
Windmühlen in Wola um 1895

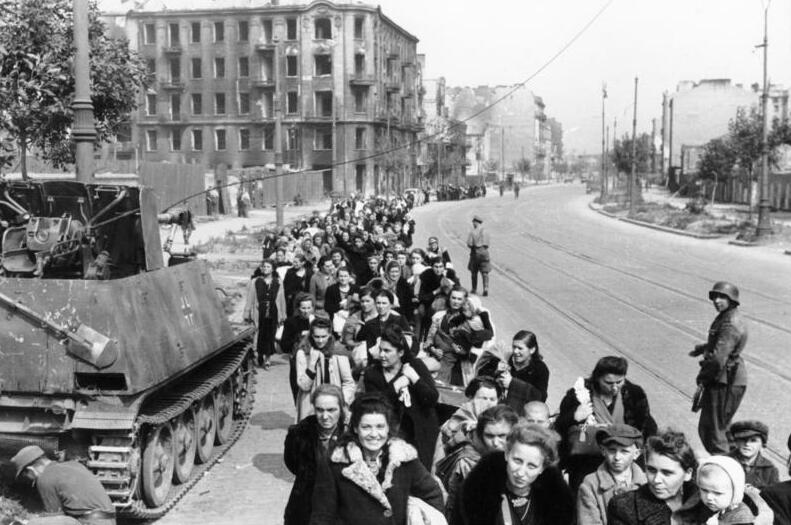
Abführung von Zivilisten auf der Wolska-Straße im August 1944 während des Warschauer Aufstandes

Der Name des Stadtteils entstammt dem Dorf Wielka Wola, das sich bereits im 13. Jahrhundert auf dem heutigen Gebiet des Distrikts befand. Bekannt wurde es, als hier ab dem 16. Jahrhundert die Wahlen der polnischen Könige stattfanden. 1656 wurde das Dorf im Laufe des Zweiten Nordischen Kriegs von schwedischen Truppen niedergebrannt. Im Jahr 1705 fand in der Nähe des Dorfes die Schlacht bei Rakowitz statt.
Bis in das 19. Jahrhundert blieb Wola dörflich geprägt. In den letzten Tagen des polnischen Novemberaufstandes 1830/31 im russischen Kongresspolen kam es hier, im damaligen westlichsten Randbezirk Warschaus, zu einer Schlacht zwischen den polnischen Verteidigern der Hauptstadt unter General Józef Sowiński und den einrückenden russischen Truppen. Die meisten Polen, unter ihnen der General, fielen im Kampf.
Um die Wende vom 18. zum 19. Jahrhundert wurden teilweise große Friedhöfe verschiedener Religionszugehörigkeiten in Wola angelegt, da vorher im Zentrum Warschaus gelegene Begräbnisplätze aus hygienischen Gründen geschlossen werden mussten: der katholische Powązki-Friedhof (1792), zwei prostantische Friedhöfe – ebenfalls 1792 eröffnet (der evangelisch-augsburgische Friedhof und der evangelisch-reformierte Friedhof, auf dem neben Calvinisten auch Anglikaner, Methodisten, Baptisten und Adventisten bestattet wurden), der jüdische Friedhof an der Okopowa-Straße (1806), der orthodoxe Friedhof in der Wolska-Straße (1841), der kaukasisch-islamische Friedhof (1830) sowie später ein Karäer-Friedhof (1890) in der Redutowa-Straße.

### Industrialisierung
Ab Anfang des 19. Jahrhunderts siedelten sich viele Industrieunternehmen in Wola an, begünstigt auch durch den um die 1850er Jahre erfolgten Bau der Eisenbahnstrecke Warschau-Wien. Diese Unternehmen waren häufig von Einwanderern oder Nachkommen solcher gegründet worden. Dazu gehörten die Brauerei Haberbusch i Schiele, die Maschinenbauer Lilpop, Rau i Loewenstein, Towarzystwo Zakładów Metalowych B. Hantke und Scholtze, Repphan i S-ka, die Lebensmittelfabrik Pierwsza Warszawska Fabryka Musztardy „Arthur et Co.“, die Haushaltswarenhersteller „Bracia Henneberg” – Fabryka Platerów und Norblin, Bracia Buch i T. Werner, die Galanterie- und Textilfabrikanten Fabryka Skór G. Weigle, Synowie, Fabryka Garbarska P.F. „Bracia Pfeiffer“ und Szlenkier, Wydżga i Weyer und der Gartenbetrieb Zakłady Ogrodnicze „C. Ulrich“.
Wola wurde während der deutschen Besatzung im Ersten Weltkrieg 1916 nach Warschau eingemeindet und gehört seitdem zu den Zentralbezirken in der polnischen Hauptstadt.

### Zweiter Weltkrieg
Vor dem Zweiten Weltkrieg war Wola mit seinen vielen Fabriken ein Arbeiterbezirk. Die Kommunisten wollten in dem Bezirk das „rote Wola“ sehen, ein Zentrum der Arbeiterbewegung in Warschau. So wurden nach 1945 einige Werke nach Sozialisten wie Rosa Luxemburg, Marcin Kasprzak oder Ludwik Waryński benannt. In Wola befanden sich neben zahlreichen Fabriken auch die Gas- und Stromwerke sowie das erste und inzwischen älteste Straßenbahndepot der Hauptstadt.
Unter der deutschen Besatzung im Zweiten Weltkrieg war Wola zwischen 1939 und 1943 von der Innenstadt abgetrennt – dazwischen befand sich das Warschauer Ghetto. Mittels einer beidseitig abgesperrten „arischen“ Straße (Chłodna-Straße bis Plac Za Żelazną Bramą) blieb die direkte Verkehrsanbindung an die Innenstadt (Śródmieście) erhalten. Das Ghetto selbst wurde im Mai 1943 von den deutschen SS-Truppen niedergebrannt. Fast alle jüdischen Bewohner wurden in die Vernichtungslager deportiert, die meisten nach Treblinka.
Ein tragisches Schicksal traf die Bewohner Wolas nach dem Ausbruch des Warschauer Aufstandes am 1. August 1944. Die vom Westen einrückenden deutschen Einheiten kämpften sich hier ihren Weg in die Stadt, um die Aufständischen niederzuschlagen, und brachten dabei über 150.000 Zivilpersonen um. Mehrere Tausend Einwohner und hier arbeitende Menschen wurden in den ersten Augusttagen im Massaker von Wola erschossen. Tausende wurden in Konzentrationslager deportiert. Daran erinnern viele Gedenktafeln. Im ehemaligen Elektrizitätswerk der Straßenbahn befindet sich heute das Museum des Warschauer Aufstandes an der Ulica Przyokopowa/Ecke Grzybowska. Das ursprüngliche, inzwischen vollkommen neu erbaute Gebäude stammte von 1908 mit Erweiterungen von 1920. 2003 gewann Wojciech Obtułowicz den Architektenwettbewerb für die Umgestaltung, das Ausstellungskonzept stammt von Mirosław Nizio, Jarosław Kłaput und Dariusz Kunowski mit modernsten Multimedia-Techniken. Ein 35-Meter-Turm stellt darin das Symbol des kämpfenden Polens dar. 2005 wurde auch eine Museumskapelle von Józef Kardinal Glemp mit dem Namen von Józef Stanek geweiht.

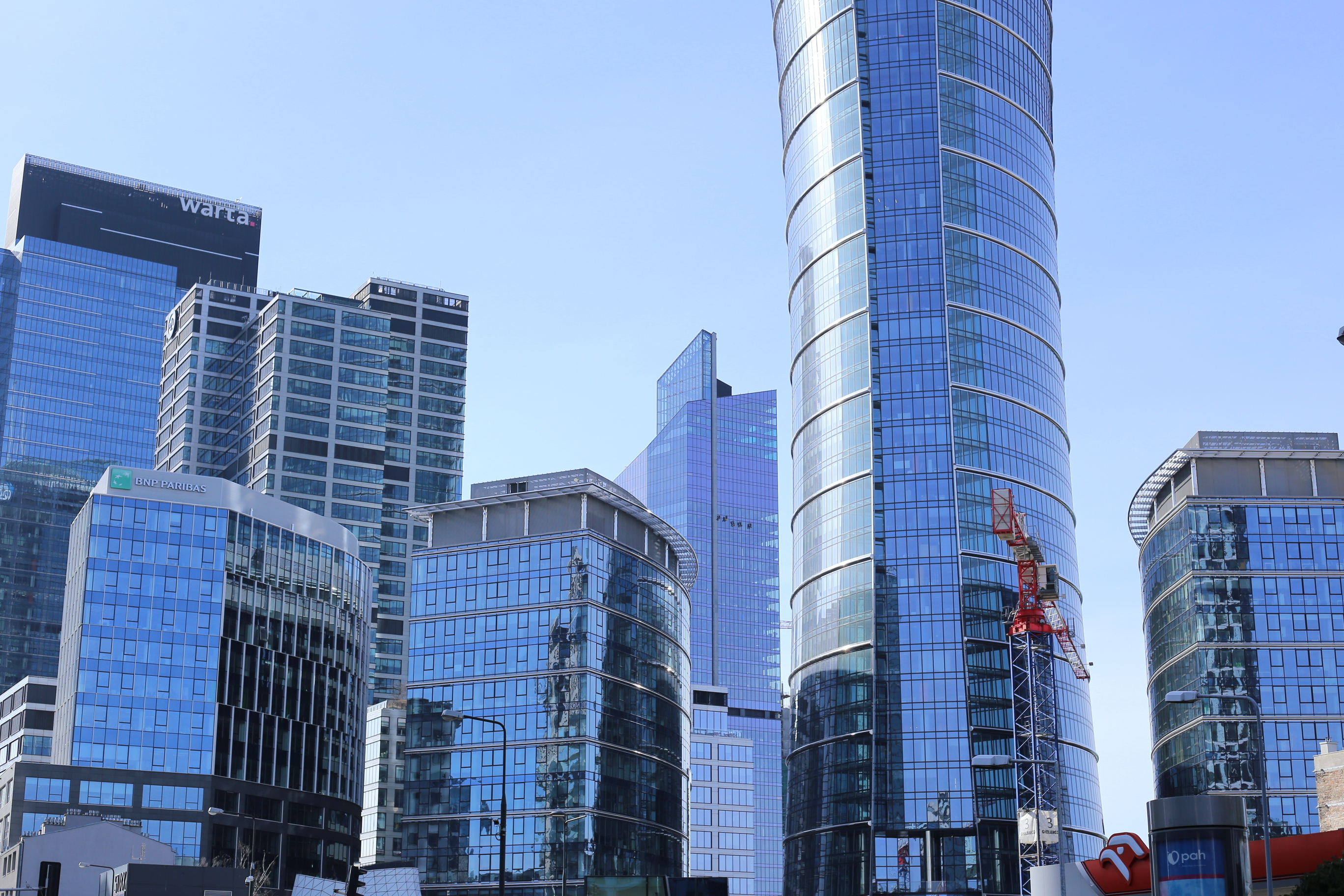
Das moderne Wola am Plac Dąbrowskiego

## Gegenwart
Im Osten des Bezirks liegt die Wohnblocksiedlung Za Żelazną Bramą, die sich auch auf der anderen Seite der Aleja Jana Pawła II. (Bezirksgrenze) erstreckt, so dass der Osten des Bezirks von vielen als Innenstadt wahrgenommen wird. Die im Krieg zerstörte, Ende des 17. Jahrhunderts erbaute Mariä-Geburt-Kirche wurde in den 1950er Jahren rekonstruiert. Der Moczydło-Park, der in den 1960er Jahren auf dem Gebiet einer früheren Ziegelei (Kohen i Oppenheim) entstand, beinhaltet einen See und Sportanlagen sowie einen aus Kriegstrümmern der Stadt errichteten künstlichen Hügel, der – mit einem Schlepplift versehen – zum Skilaufen genutzt wird.
Da viele der alten Fabrik- und Gewerbeanlagen abgerissen und durch moderne Wohn- und Bürobebauung ersetzt werden, verliert der Bezirk seinen ursprünglichen Charakter. Immerhin zwei historische Fabrikkomplexe konnten bis 2025 revitalisiert werden. In der Fabryka Norblina und der Browary Warszawskie sind multifunktionale Flächen entstanden; hier gibt es neben Büros und Hotels auch Einkaufscenter und große Foodcourts.
Rund um den Kreisverkehr Rondo Daszyńskiego entsteht seit den 2010er Jahren ein neuer Business-Distrikt Warschaus. Die vielen hier errichteten Bürohochhäuser (Warsaw Trade Tower, Skyliner, Warsaw Spire, Generation Park, Warsaw Unit oder The Bridge) führten zu der Bezeichnung Wolas als „Warschaus Manhattan“. Zu der Entwicklung trug auch die Eröffnung der zweiten Warschauer Metrolinie im Jahr 2015 bei, die Wola mit dem Osten der Stadt verbindet.